# Antheny

Antheny este o comună în departamentul Ardennes din nordul Franței. În 1 ianuarie 2022 avea o populație de 100 de locuitori.